# Velké Výkleky

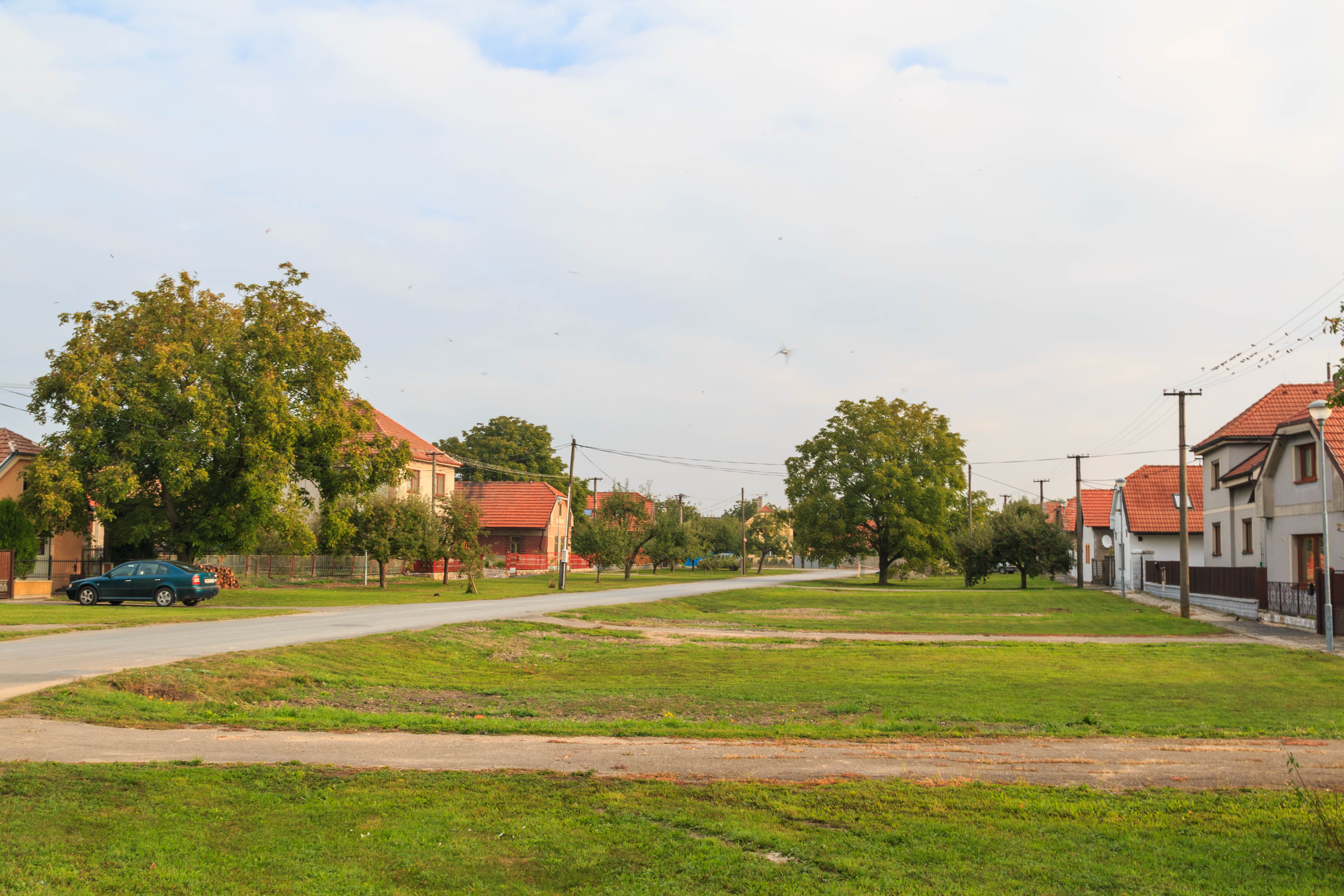
Velké Výkleky

Velké Výkleky (deutsch Groß Wyklek, auch Groß Wiklek) ist ein Ortsteil der Gemeinde Běrunice in Tschechien. Er liegt vier Kilometer südöstlich von Městec Králové und gehört zum Okres Nymburk.

## Geographie
Velké Výkleky befindet sich linksseitig des Štítarský potok auf der Ostböhmischen Tafel. Östlich des Dorfes erhebt sich die Nádavka (Wiklek, 226 m). Durch den Ort verläuft die Eisenbahn von Chlumec nad Cidlinou nach Městec Králové, an der die Station "Běrunice" liegt.
Nachbarorte sind Nový im Norden, Vlkov nad Lesy und Hlínov im Nordosten, Lišičky und Lišice im Osten, Slibovice und Lovčice im Südosten, Kněžičky und Na Kopičáku im Süden, Dlouhopolsko im Südwesten, Běrunice im Westen sowie Městec Králové und Běruničky im Nordwesten.

## Geschichte
Die erste schriftliche Erwähnung des Dorfes Wyklek erfolgte im Jahre 1369. In der ersten Hälfte des 16. Jahrhunderts errichtete Bušek Cidlinký von Sluhy, der die Güter von Elisabeth von Barchov geerbt hatte, eine Feste. Zwischen 1579 und 1604 war Jan Cidlinský Besitzer von Wyklek. Seine Witwe Johanna von Dobřenice überließ Wyklek einschließlich der Feste ihren Söhnen aus erster Ehe Burian und Jiří Šlibovský von Skřivany, die das Dorf an die Herrschaft Slibovice anschlossen. Nach dem Brand von 1612 wurde die Feste bald wiederhergestellt. Nach der Schlacht am Weißen Berg verloren die Šlibovský als Aufständische zunächst alle ihre Güter. 1622 kaufte Albrecht von Waldstein die Güter und nach dessen Ermordung wurden sie wieder vom Kaiser eingezogen. 1627 erfolgte der Verkauf an Wenzel Graf Kinsky auf Kolín. 1631, und wurden dann nach der Begnadigung mit dem Verlust eines Drittels ihres Besitzes, erhielten die Schwestern Johanna, verheiratete Dobřenský und Helena Anna, verheiratete Czartoryski ein Drittel des Besitzes zurück. Diese verkauften den Besitz 1645 an Johann Octavian Graf Kinsky. Ihm folgte im gleichen Jahre Anna Marie von Bleileben und Pichelberg, die das Dorf zusammen mit Slibovice zur Begleichung einer Schuld dem Kloster Strahov überließ. Das Kloster verkaufte beide Dörfer an den Hauptmann der Herrschaft Poděbrady, Wenzel Albrecht Wltawský von Mannschwerdt und Helfenburg. Von dessen Sohn Wenzel Matthias erwarb 1673 Ferdinand Leopold Kustosch Freiherr von Zubří und Lipka die Güter. Danach kauften Ulrich Grafen Kinsky auf Chlumetz beide Dörfer von Leopold Prokop Kustosch und schlug sie der Herrschaft Chlumetz zu, wobei das Gut Slibowitz-Wyklek noch bis zur Mitte des 18. Jahrhunderts Selbstständigkeit genoss. In der Feste war die Gutsverwaltung untergebracht.
Nach der Aufhebung der Patrimonialherrschaft bildete Výkleky ab 1850 mit den Ortsteilen Šlibovice und Kněžičky eine politische Gemeinde im Bezirk Poděbrady. 1869 lebten in dem Dorf 468 Menschen. Seit 1877 trug die Gemeinde den Namen Velké Vykleky. Im 19. Jahrhundert erfolgte die Trockenlegung des 52 ha großen Wikleker Teiches, der sich im Osten an das Dorf anschloss. 1886 löste sich Šlibovice mit Kněžičky los und bildete eine eigene Gemeinde. Um Wiklek wurde 1891 durch Meliorisationsarbeiten Wiesenland gewonnen. 1901 wurde die Eisenbahn von Chlumetz nach Königstädtel eingeweiht.
Zum 1. Januar 1961 wurde Velké Výkleky nach Běrunice eingemeindet und kam zugleich zum Okres  Nymburk. Im Jahre 1972 erfolgte der Abbruch der Feste. 1991 hatte der Ort 224 Einwohner. Im Jahre 2001 bestand das Dorf aus 97 Wohnhäusern, in denen 226 Menschen lebten.

## Ortsgliederung
Zu Velké Výkleky gehört die Ortslage Malá Strana, welche rechtsseitig des Štítarský potok liegt und sich früher an der anderen Seite des Teichdammes befand.